# Dekanija Dravograd - Mežiška dolina
Dekanija Dravograd - Mežiška dolina je rimskokatoliška dekanija Nadškofije Maribor. Sestavljena je iz 15 župnij, od katerih jih je 6 povezanih v tako imenovano pastoralno zvezo župnij.

## Župnije
- Župnija Črna na Koroškem
- Župnija Javorje
- Župnija Koprivna
- Župnija Kotlje
- Župnija Mežica
- Župnija Prevalje
- Župnija Ravne na Koroškem
- Župnija Strojna
- Župnija Sv. Danijel nad Prevaljami

### Pastoralna zveza župnij Dravograd
- Župnija Črneče
- Župnija Dravograd (sedež zveze)
- Župnija Libeliče
- Župnija Ojstrica
- Župnija Sv. Peter na Kronski gori
- Župnija Št. Janž pri Dravogradu